# Бромелієві (підродина)
Бромелієві (Bromelioideae) — підродина бромелієвих (Bromeliaceae).

Ця підродина є найрізноманітнішою, представлена найбільшою кількістю родів — 33, але найменшою кількістю видів — 865. Більшість рослин цієї групи є епіфітами, хоча деякі з них еволюціонували або будуть пристосовуватися до наземних умов. У цій підродині представлені більшість видів рослин, які зазвичай культивуються людьми, включаючи ананас.
Листя у більшості бромеліоїдів розростається, утворюючи розетку, де вода ловиться і зберігається. Їх листки, як правило, колючі, і вони дають ягідні плоди у своєму цвітінні. Ці рослини містять нижню зав'язь.

## Види
| Зображення | Вид             | Кількість видів |
| ---------- | --------------- | --------------- |
|            | Acanthostachys  | 2 види          |
|            | Aechmea         | 255 видів       |
|            | Ananas          | 2 види          |
|            | Androlepis      | 2 види          |
|            | Araeococcus     | 9 видів         |
|            | Billbergia      | 64 види         |
|            | Bromelia        | 56 видів        |
|            | Canistropsis    | 11 видів        |
|            | Canistrum       | 13 видів        |
|            | Cryptanthus     | 63 види         |
|            | Deinacanthon    | 1 вид           |
|            | Disteganthus    | 2 види          |
|            | Edmundoa        | 3 види          |
|            | Eduandrea       | 1 вид           |
|            | Fascicularia    | 1 вид           |
|            | Fernseea        | 2 види          |
|            | Forzzaea        | 7 видів         |
|            | Greigia         | 33 види         |
|            | Hohenbergia     | 56 видів        |
|            | Hohenbergiopsis | 1 вид           |
|            | Lymania         | 9 видів         |
|            | Neoglaziovia    | 3 види          |
|            | Neoregelia      | 112 видів       |
|            | Nidularium      | 45 видів        |
|            | Ochagavia       | 4 види          |
|            | Orthophytum     | 53 видів        |
|            | Portea          | 9 видів         |
|            | Pseudaechmea    | 1 вид           |
|            | Pseudananas     | 1 вид           |
|            | Quesnelia       | 20 видів        |
|            | Ronnbergia      | 14 видів        |
|            | Ursulaea        | 2 види          |
|            | Wittrockia      | 6 видів         |